# Maury Buford
Maury Anthony Buford (Mount Pleasant, 18 febbraio 1960) è un ex giocatore di football americano statunitense che ha giocato nel ruolo di punter 10 stagioni nella National Football League (NFL). Al college ha giocato a football a Texas Tech.

## Carriera
Budford fu scelto nel corso dell'ottavo giro del Draft 1982 dai San Diego Chargers. Rimase in California per tre stagioni fino al 1984. Nel 1985 passò ai Chicago Bears che terminarono l'annata 15-1 e giunsero fino al Super Bowl XX dove sconfissero i New England Patriots per 46-10. Buford rimase a Chicago fino alla stagione 1986. Nel 1987 rimase inattivo, tornando nella lega nel 1988 coi New York Giants dove trascorse una sola stagione. Buford concluse la carriera nel 1991 tornando le ultime tre stagioni ai Bears.

## Palmarès
- Super Bowl : 1

Chicago Bears: Super Bowl XX
- National Football Conference Championship: 1

Chicago Bears: 1985

## Statistiche
| Partite totali             | 136 |
| Partite totali da titolare | 0   |
| Punt calciati              | 577 |